# Wahlen zum Senat der Vereinigten Staaten 1824 und 1825
- Jackson: 12
- Crawford: 20
- Adams-Clay: 16

Die Wahlen zum Senat der Vereinigten Staaten 1824 und 1825 zum 19. Kongress der Vereinigten Staaten fanden zu verschiedenen Zeitpunkten statt. Die Wahlen fanden parallel zur Präsidentschaftswahl 1824 statt, in der John Quincy Adams gewählt wurde. Vor der Verabschiedung des 17. Zusatzartikels wurden die Senatoren nicht direkt gewählt, sondern von den Parlamenten der Bundesstaaten bestimmt.
Zur Wahl standen die 16 Sitze der Senatoren der Klasse III, die 1818 und 1819 für eine Amtszeit von sechs Jahren gewählt worden oder später nachgerückt waren. Zusätzlich fanden für zwei dieser Sitze sowie sechs der anderen beiden Klassen Nachwahlen statt, von denen zwei vakant waren. Die vakanten Sitze gingen an Föderalisten, die anderen blieben bei den Republikanern, allerdings zum Teil an andere Faktionen innerhalb der Partei.
Von den 16 regulär zur Wahl stehenden Sitzen waren fünfzehn von Senatoren der Republikanischen Partei besetzt, die heute meist Demokratisch-Republikanische Partei genannt wird, ein Senator gehörte der Föderalistischen Partei an. Die Republikaner zerfielen im Gefolge der Präsidentschaftswahl in Faktionen, die Anhänger Andrew Jacksons, die Anhänger William Harris Crawfords sowie die Anhänger von Henry Clay und Präsident John Quincy Adams, denen sich die Reste der Föderalisten anschlossen. Nach der Wahl, bei der Crawford nur Dritter geworden war, bildeten sich zwei Faktionen, die Anhänger Jacksons und seine Gegner. Aus der Jackson-Faktion entstand in den folgenden Jahren die bis heute bestehende Demokratische Partei, aus der Anti-Jackson-Faktion entstand zunächst die National Republican Party, später die United States Whig Party.
Einer der republikanischen Senatoren, deren Sitze zur Wahl standen, wird der Jackson-Faktion zugerechnet, sieben der Crawford-Faktion, sieben der Adams/Clay-Faktion. Fünf der Amtsinhaber wurden wiedergewählt, drei Sitze blieben vakant, da die Parlamente in Connecticut, New Hampshire und New York keine Senatoren gewählt hatten. Zwei dieser Sitze wurden allerdings vor der ersten regulären Sitzung des Kongresses wieder besetzt. Am Ende des 18. Kongresses war die Faktion Crawfords mit 20 Senatoren am stärksten gewesen, 12 waren Anhänger Jacksons, 11 Republikaner und die fünf Föderalisten unterstützten Adams und Clay. Da Crawford sich nach der Wahl aus der Politik zurückzog, verteilten sich seine Unterstützer auf die anderen Faktionen. Im neuen Kongress saßen zu Beginn der ersten Sitzungsperiode 26 Jacksonians und 21 Anti-Jacksonians.
Zu Veränderungen nach der Wahl siehe auch Liste der Mitglieder des Senats im 19. Kongress der Vereinigten Staaten.

## Ergebnisse

### Wahlen während des 18. Kongresses
Die Gewinner dieser Wahlen wurden vor dem 4. März 1819 in den Senat aufgenommen, also während des 18. Kongresses.
| Staat       | Amtierender Senator       | Partei                            | Nachwahl   | Datum         | Ergebnis                                        | Neuer Senator             |
| ----------- | ------------------------- | --------------------------------- | ---------- | ------------- | ----------------------------------------------- | ------------------------- |
| Connecticut | Henry W. Edwards, ernannt | Republikaner (Faktion Jackson)    | Klasse II  | 5. Mai 1824   | bestätigt                                       | Henry W. Edwards          |
| Delaware    | vakant                    | vakant                            | Klasse I   | 13. Jan. 1824 | Zugewinn Föderalisten                           | Thomas Clayton            |
| Delaware    | vakant                    | vakant                            | Klasse II  | 9. Jan. 1824  | Zugewinn Föderalisten                           | Nicholas Van Dyke         |
| Georgia     | Nicholas Ware             | Republikaner (Faktion Crawford)   | Klasse II  | 6. Dez. 1824  | von Republikanern (Faktion Crawford) gehalten   | Thomas W. Cobb            |
| Illinois    | Ninian Edwards            | Republikaner (Faktion Adams/Clay) | Klasse III | 24. Nov. 1824 | Zugewinn Republikaner (Faktion Crawford)        | John McLean               |
| Louisiana   | Henry Johnson             | Republikaner (Faktion Adams/Clay) | Klasse II  | 19. Nov. 1824 | von Republikanern (Faktion Adams/Clay) gehalten | Charles D. J. Bouligny    |
| Louisiana   | James Brown               | Republikaner (Faktion Adams/Clay) | Klasse III | 15. Jan. 1824 | von Republikanern (Faktion Adams/Clay) gehalten | Josiah S. Johnston        |
| Virginia    | John Taylor               | Republikaner (Faktion Crawford)   | Klasse II  | 7. Dez. 1824  | Zugewinn Republikaner (Faktion Jackson)         | Littleton Waller Tazewell |

- Republikaner bezeichnet Angehörige der heute meist als Demokratisch-Republikanische Partei oder Jeffersonian Republicans bezeichneten Partei.
- ernannt: Senator wurde vom Gouverneur als Ersatz für einen ausgeschiedenen Senator ernannt, Nachwahl nötig.
- bestätigt: ein als Ersatz für einen ausgeschiedenen Senator ernannter Amtsinhaber wurde bestätigt.

### Wahlen zum 19. Kongress
Die Gewinner dieser Wahlen wurden am 4. März 1825 in den Senat aufgenommen, also bei Zusammentritt des 19. Kongresses. Alle Sitze dieser Senatoren gehören zur Klasse III.
| Staat          | Amtierender Senator | Partei                            | Datum     | Ergebnis                            | Neuer Senator           |
| -------------- | ------------------- | --------------------------------- | --------- | ----------------------------------- | ----------------------- |
| Alabama        | William Kelly       | Republikaner (Faktion Jackson)    | 1824      | Zugewinn Jackson-Faktion            | Henry H. Chambers       |
| Connecticut    | James Lanman        | Republikaner (Faktion Crawford)   | 1824      | Verlust Föderalisten                | vakant                  |
| Georgia        | John Elliott        | Republikaner (Faktion Crawford)   | 1824      | Zugewinn Jackson-Faktion            | John MacPherson Berrien |
| Illinois       | John McLean         | Republikaner (Faktion Crawford)   | 1824      | Zugewinn Jackson-Faktion            | Elias Kane              |
| Indiana        | Waller Taylor       | Republikaner (Faktion Adams/Clay) | 1825      | Zugewinn Anti-Jackson-Faktion       | William Hendricks       |
| Kentucky       | Isham Talbot        | Republikaner (Faktion Adams/Clay) | 1824      | Zugewinn Jackson-Faktion            | John Rowan              |
| Louisiana      | Josiah S. Johnston  | Republikaner (Faktion Adams/Clay) | 1825      | wiedergewählt, Anti-Jackson-Faktion | Josiah S. Johnston      |
| Maryland       | Edward Lloyd        | Republikaner (Faktion Crawford)   | 1825      | wiedergewählt, Jackson-Faktion      | Edward Lloyd            |
| Missouri       | David Barton        | Republikaner (Faktion Adams/Clay) | 1824      | wiedergewählt, Anti-Jackson-Faktion | David Barton            |
| New Hampshire  | John Fabyan Parrott | Republikaner (Faktion Adams/Clay) | 1824      | Verlust Republikaner                | vakant                  |
| New York       | Rufus King          | Föderalist                        | 1825      | Verlust Föderalisten                | vakant                  |
| North Carolina | Nathaniel Macon     | Republikaner (Faktion Crawford)   | 1824      | wiedergewählt, Jackson-Faktion      | Nathaniel Macon         |
| Ohio           | Ethan Allen Brown   | Republikaner (Faktion Adams/Clay) | 1825      | Zugewinn Anti-Jackson-Faktion       | William Henry Harrison  |
| Pennsylvania   | Walter Lowrie       | Republikaner (Faktion Crawford)   | Feb. 1825 | Zugewinn Anti-Jackson-Faktion       | William Marks           |
| South Carolina | John Gaillard       | Republikaner (Faktion Crawford)   | 1824      | wiedergewählt, Jackson-Faktion      | John Gaillard           |
| Vermont        | William A. Palmer   | Republikaner (Faktion Adams/Clay) | 1824      | Zugewinn Anti-Jackson-Faktion       | Dudley Chase            |

- Republikaner bezeichnet Angehörige der heute meist als Demokratisch-Republikanische Partei oder Jeffersonian Republicans bezeichneten Partei.
- wiedergewählt: ein gewählter Amtsinhaber wurde wiedergewählt.

### Wahl während des 19. Kongresses
Der Gewinner dieser Wahl wurde nach dem 4. März 1825 in den Senat aufgenommen, also während des 19. Kongresses.
| Staat         | Amtierender Senator | Partei                          | Nachwahl   | Datum         | Ergebnis                      | Neuer Senator     |
| ------------- | ------------------- | ------------------------------- | ---------- | ------------- | ----------------------------- | ----------------- |
| Connecticut   | vakant              | vakant                          | Klasse III | 4. Mai 1825   | Zugewinn Anti-Jackson-Faktion | Calvin Willey     |
| New Hampshire | vakant              | vakant                          | Klasse III | Juni 1825     | Zugewinn Jackson-Faktion      | Levi Woodbury     |
| Rhode Island  | James De Wolf       | Republikaner (Faktion Crawford) | Klasse I   | 31. Okt. 1825 | Zugewinn Anti-Jackson-Faktion | Asher Robbins     |
| Tennessee     | Andrew Jackson      | Republikaner (Faktion Jackson)  | Klasse II  | Okt. 1825     | Zugewinn Jackson-Faktion      | Hugh Lawson White |

- Republikaner bezeichnet Angehörige der heute meist als Demokratisch-Republikanische Partei oder Jeffersonian Republicans bezeichneten Partei.

## Einzelstaaten
In allen Staaten wurden die Senatoren durch die Parlamente gewählt, wie durch die Verfassung der Vereinigten Staaten vor der Verabschiedung des 17. Zusatzartikels vorgesehen. Das Wahlverfahren bestimmten die Staaten selbst, es war daher von Staat zu Staat unterschiedlich. Teilweise ergibt sich aus den Quellen nur, wer gewählt wurde, aber nicht wie.
Parteien im modernen Sinne gab es zwar nicht, aber die meisten Politiker der jungen Vereinigten Staaten lassen sich im First Party System der Föderalistischen Partei zuordnen oder der Republikanischen Partei, die zur Unterscheidung von der 1854 gegründeten Grand Old Party meist als Demokratisch-Republikanische Partei oder Jeffersonian Republicans bezeichnet wird. Im Gefolge der Präsidentschaftswahl 1824 zerfielen die Republikaner in Faktionen, die Anhänger Andrew Jacksons, die Anhänger William Harris Crawfords sowie die Anhänger von Henry Clay und Präsident John Quincy Adams, denen sich die Reste der Föderalisten anschlossen. Nach der Wahl, bei der Crawford nur Dritter geworden war, bildeten sich zwei Faktionen, die Anhänger Jacksons und seine Gegner. In den folgenden Jahren entwickelte sich daraus das Second Party System: Aus der Jackson-Faktion wurde die bis heute bestehende Demokratische Partei, aus der Anti-Jackson-Faktion entstand zunächst die National Republican Party, später die United States Whig Party.